# Vaise

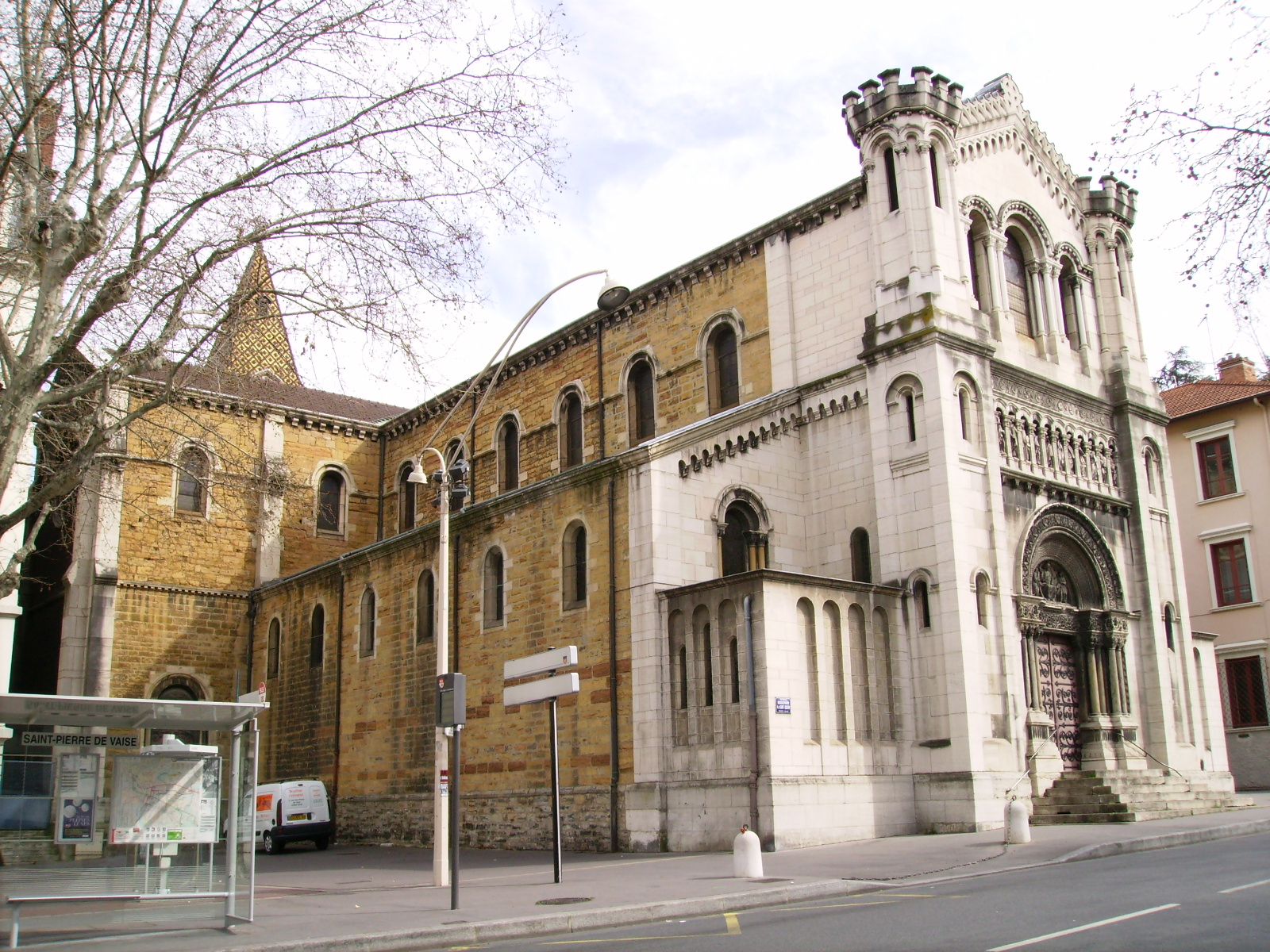
De kerk Saint-Pierre de Vaise

Vaise is een wijk in het 9e arrondissement van de Franse stad Lyon, op de rechteroever van de rivier de Saône. Omdat de wijk zich achter de heuvel Fourvière bevindt, ligt hij gescheiden van de stad en heeft een sterke eigen identiteit weten te behouden. Vaise was een onafhankelijke gemeente in het departement Rhône tot deze op 24 maart 1852 werd opgenomen in Lyon.
In Vaise zijn er twee metrostations: Valmy en Gare de Vaise, beiden aan lijn D. Daarnaast is er een spoorwegstation: station Lyon-Vaise. 